# ヨシュア・トゥリー
『ヨシュア・トゥリー』 (The Joshua Tree ) は、アイルランドのロックバンド、U2のアルバムである。"Joshua Tree"とはアメリカ南西部の砂漠地帯に生えるユッカの樹のこと。

## 概要
前作『焰』からの3年間、1984年のアフリカ難民救済を目的とするバンド・エイドの「Do They Know it's Christmas?」へのボノとアダムの参加、1985年のライブエイドでの圧巻のパフォーマンス、アパルトヘイトに反対するチャリティソング「Sun City」へのボノの参加、1986年のアムネスティ・インターナショナル主催の希望の戦略（Conspiracy Of Hope）ツアーでのパフォーマンスなどで、U2は徐々に評価を高めており、本作でその人気が爆発する。全米チャートで9週連続1位を獲得し、全世界でのセールスは2,500万枚を超え、同バンドのキャリアにおいて最も売れたアルバムとなっている。発売当時、アメリカの『TIME』誌はU2の写真を表紙に載せ、”Rock's Hottest Ticket”という見出しを付けた。
U2のメンバーの幼馴染で音楽評論家のニール・マコーミックが「以来、バンドがこのようなビッグアルバムをリリースするのが慣例になった。解散するまでの間に、その手のアルバムを何枚かリリースし、後のキャリアはおまけとなるのである。多くのアメリカのスタジアム級のバンドが、3年に1枚アルバムをリリースするだけになった。他のミリオンセラーバンドの様子を注意深く観察するために、レコードを何年も寝かせておくようになったのである」と述べているように、後のビッグバンドの基準となった。
レコーディングは1986年1月頃から散発的に行われ、やがてダブリン郊外のラスファーナムというところにあるDanesmoate Houseに場所を移して行われた。『The Unforgettable Fire』のスレーン城と同じ効果が上がることを期待しての選択だった。この初期のセッションで「With or Without You」と「I Still Haven’t Found What I’m Looking For」は既に顔を出していたのだという。
このセッションはU2が1986年6月に行われた希望の戦略ツアーに参加したことで一時中断。8月に今度はDanesmoate House、ウィンドミル・レーン・スタジオ、”メルビーチ”と呼ばれていたエッジの家で行われた。「Mothers of the Disappeared」と「Bullet the Blue Sky」はこのメルビーチで出来た曲である。またロビー・ロバートソンが彼のファーストソロアルバム『Robbie Robertson』をダニエル・ラノワと仕上げるためにダブリンを訪れたのもこの頃である。
10月頃には新しいアイデアがどんどん出てきたのだが、ブライアン・イーノの勧めによってセッションは11月に打ち切られた（が、年が明けると、バンドはスタジオに舞い戻り、最終的にB面曲に収録された曲をレコーディングした）。レコーディングの最終段階では、スティーヴ・リリーホワイトに助っ人を頼んで何曲かミックスしてもらい、当時のリリーホワイトの妻・カースティ・マッコールが曲順を決めた。ちなみにこのレコーディングには、ギャヴィン・フライデーの紹介で、フラッドがエンジニアとして初めて参加している。
音楽面ではアメリカ文化への傾倒がより顕著になり、ブルースやカントリー、ゴスペルなどのルーツ・ミュージックを積極的に吸収し、従来のU2にはなかった静謐さと骨太さを併せ持ったコントラストの深い独自のサウンドを構築している。デビュー以来、USツアーを繰り返し、アメリカへの憧憬を強くしたボノはフラナリー・オコナー、ノーマン・メイラー、レイモンド・カーヴァーなどのアメリカ文学を読み漁り、1984年、スレーン城公演で共演したボブ・ディランからフォークを、「Sun City」のレコーディングの際にキース・リチャーズからブルーズを教わってルーツミュージックを聴き漁り、さらにHothouse FlowersやThe Waterboysとの付き合いからアイルランド音楽とルーツミュージックとの共通点に気づいて、自らのルーツを探るべくアメリカンロックに接近したのである。
アメリカ政府の対ニカラグア政策（コントラ支援）を告発する「ブレット・ザ・ブルー・スカイ」、イギリスの炭鉱労働者がモチーフの「レッド・ヒル・マイニング・タウン」、チリのピノチェト政権下の行方不明者をテーマにした「マザーズ・オブ・ザ・ディサピアード」など硬派な姿勢を貫きながら、セールスでも大成功し、グラミー賞では最優秀アルバム賞、最優秀ロック・グループ賞を獲得（1988年）。シングルヒットした「ホエア・ザ・ストリーツ・ハヴ・ノー・ネイム」（1989年のグラミー賞最優秀パフォーマンス・ミュージック・ビデオ受賞）や「アイ・スティル・ハヴント・ファウンド・ホワット・アイム・ルッキング・フォー 」「ウィズ・オア・ウィズアウト・ユー」は、U2の代表曲としてライブでも歌われ続けている。
『ローリング・ストーンの選ぶオールタイム・ベストアルバム500』(大規模なアンケートによる選出)に於いて、27位にランクイン。
アメリカ議会図書館が毎年公表している全米録音資料登録簿（将来に渡って保存すべき録音資料）に、2013年分の登録作品のひとつとして選ばれた。

## 収録曲
A面

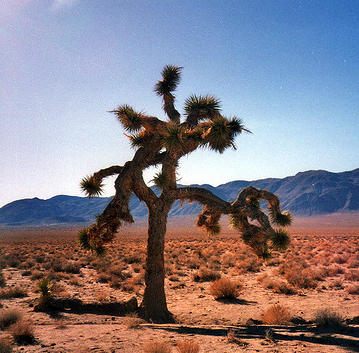
ヨシュア・トゥリー

1. ホエア・ザ・ストリーツ・ハヴ・ノー・ネイム（約束の地） - Where the Streets Have No Name
2. アイ・スティル・ハヴント・ファウンド・ホワット・アイム・ルッキング・フォー（終わりなき旅） - I Still Haven't Found What I'm Looking for
3. ウィズ・オア・ウィズアウト・ユー - With or Without You
4. ブレット・ザ・ブルー・スカイ - Bullet the Blue Sky
5. ランニング・トゥ・スタンド・スティル - Running to Stand Still

B面
1. レッド・ヒル・マイニング・タウン - Red Hill Mining Town
2. 神の国 - In God's Country
3. トリップ・スルー・ユア・ワイヤーズ - Trip Through Your Wires　　　　　　　　　　　　　　　　　
ボノが他人と電話での会話からネタを拾って、ものの数分で書いた曲で、女性を罠をしかけるワイアー（「wire」）に例え、男性に虜にする女性について歌っている。[8]ボノがハーモニカを吹いている。1986年1月30日、アルバムのリリースに先立って、RTEテレビのTV Gagaという番組で、未発表曲の「Woman Fish」とともに披露した。完成作とは若干歌詞が違っている。
4. ワン・トゥリー・ヒル - One Tree Hill
5. エグジット - Exit
6. マザーズ・オブ・ザ・ディサピアード - Mothers of the Disappeared

## ドキュメンタリー
1999年に、同名のメイキング・ドキュメンタリー映像が発売された。U2のメンバーとプロデューサーのブライアン・イーノ、ダニエル・ラノワらが制作時を振り返る内容で、エルヴィス・コステロのコメントも収めている。
この中に「ホエア・ザ・ストリーツ・ハヴ・ノー・ネイム」のミュージック・ビデオ撮影風景が登場する。ロサンゼルス市街地でゲリラ撮影したものだが、この際ボノがホテル屋上の広告塔から着想した物語が、2000年に映画『ミリオンダラー・ホテル』（ヴィム・ヴェンダース監督）になった。

## 記念行事

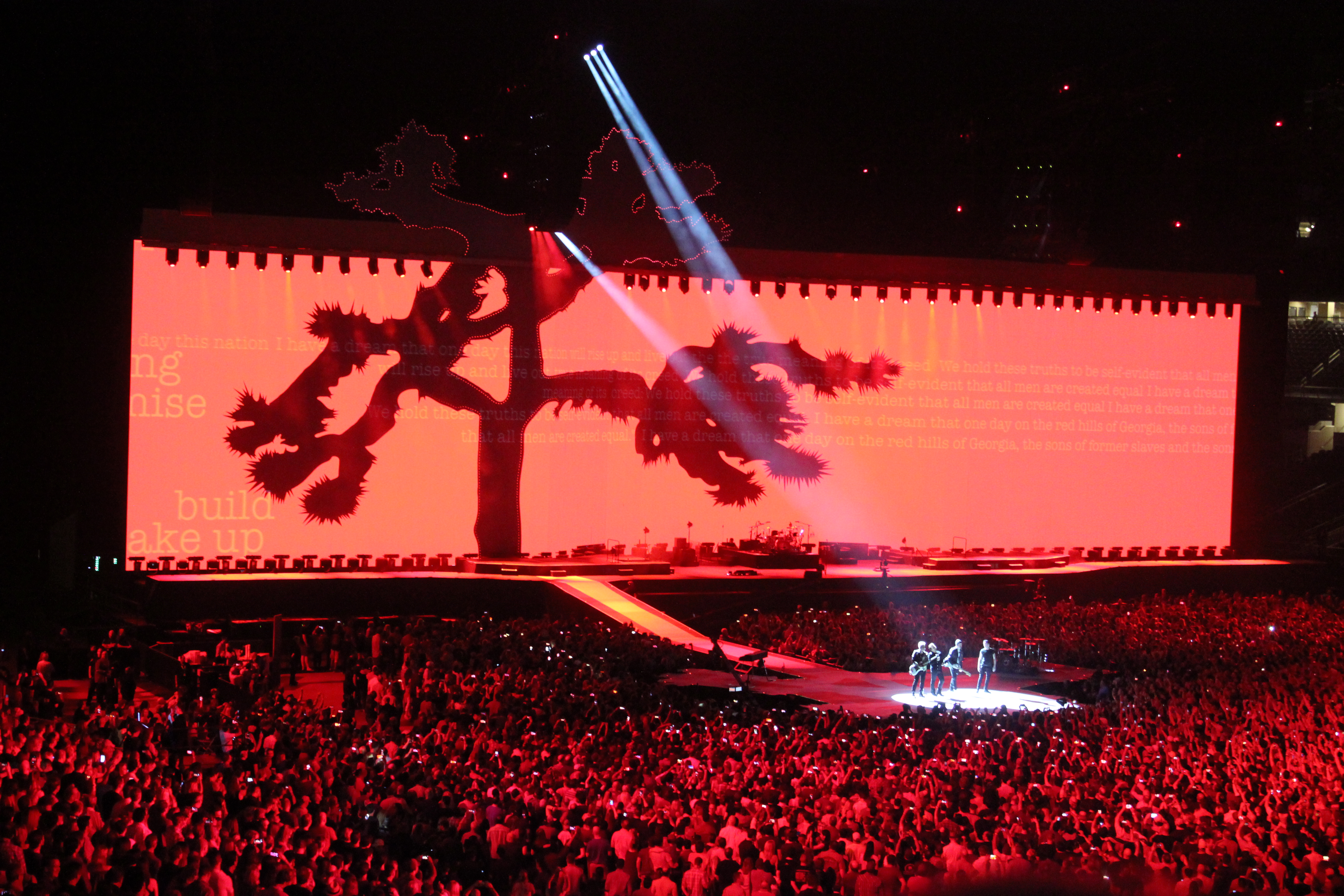
ヨシュア・トゥリー・ツアー2017ダラス公演

2007年には20周年記念として、リマスター盤が発売された。限定版のスーパー・デラックス・エディションにはシングルのB面曲、未発表曲が収録されたボーナスCDと、1987年7月4日にパリのヴァンセンヌ競馬場で行われたライブが収録されたDVDがセットになっている。
2017年6月2日には30周年記念盤が発売された。通常盤は2007年のリマスターと同仕様。デラックス盤には1987年のマディソン・スクエア・ガーデン公演（音源未発表）を収録したディスク2が付属し、スーパー・デラックス盤には2017リミックスやB面曲・アウトテイクが付属する。
2017年5月から10月にかけて、「ヨシュア・トゥリー・ツアー2017」全50公演が行われ、約270万枚のチケットが売れ、約360億円の興業収入を挙げた。当ツアーでは『ヨシュア・トゥリー』に収録されている11曲をトラックナンバー通りに演奏するという試みが行われ、ライブで演奏されたことのない「レッド・ヒル・マイニング・タウン」も初披露された。ステージには縦41m×横61mの超大型8KLEDスクリーンがセットされ、アルバムジャケットを撮影したアントン・コービンによる映像が投影される。
2019年にはオセアニア・アジア地域をまわる「ヨシュア・トゥリー・ツアー2019」を開催し、13年ぶりの日本公演を行った。

## 使用された曲
- 「ホエア・ザ・ストリーツ・ハヴ・ノー・ネイム（約束の地）」 - テレビ朝日系『ニュースステーション』10代目オープニングテーマ。

## 評価

### イヤーオブ
- 1987年ホットプレス年間ベストアルバム第3位[13]
- 1987年ホットプレス読者が選ぶ年間ベストアイリッシュアルバム第1位[14]
- 1987年ローリングストーン読者が選ぶ年間ベストアルバム第1位[15]
- 1987年ヴィレッジ・ボイスPazz & Jopアルバムリスト第4位[16]
- 1987年サウンズ年間ベストアルバム[17]
- 1987年NME年間ベストアルバム60第6位[18]
- 1987年Qマガジン年間ベストアルバム[19]
- 1987年Mojo年間ベストアルバム[20]
- 1987年Kerrang！年間ベストアルバム第9位[21]
- 1987年ライフ年間ベストアルバム[22]
- 1988年グラミー賞最優秀アルバム賞
- 1988年グラミー賞最優秀ロック・パフォーマンス デュオ/グループ
- 1988年第2回日本ゴールドディスク大賞・最優秀アルバム賞（洋楽・ロック・フォーク（グループ）部門）

### オールタイム
- 1988年NME読者が選ぶオールタイムトップ100第20位[23]
- 1988年Ciao２００１（イタリア）が選ぶベストアルバム100第7位[24]
- 1989年ロックスター（イタリア）が選ぶベストアルバム100第6位[25]
- 1989年Buscadero（イタリア）が選ぶ80年代ベストアルバム[26]
- 1989年レコード・ミラーが選ぶ80年代ベストアルバム第43位[27]
- 1989年ホットプレスが選ぶオールタイムベストアルバム100第1位[28]
- 1990年Buscadero（イタリア）が選ぶオールタイムベストルバム[29]
- 1990年Mucchio Selvaggio （イタリア）が選ぶ80年代ベストアルバム[30]
- 1990年ローリングストーンが選ぶ80年代ベストアルバム100第3位[31]
- ヴィレッジ・ボイスが選ぶ80年代ベストアルバム100第37位[32]
- ヴェルヴェット（イタリア）が選ぶ80年代ベストアルバム[33]
- 1991年スピンが選ぶオールタイムベストアルバム10第4位[34]
- 1993年タイムが選ぶオールタイムベストアルバム100第23位[35]
- 1994年「The Book of Rock Lists」が選ぶポストパンクアルバム150第101位[36]
- 1994年「The Book of Rock Lists」が選ぶベストナンバー1アルバム50第38位[37]
- 1994年ギネスが選ぶオールタイムトップアルバム1000第33位[38]
- 1994年ギネスが選ぶオールタイムトップアルバム総合チャート第48位[39]
- 1995年Qマガジンが選ぶ人生のアルバム100[40]
- 1996年Mojo読者が選ぶオールタイムベストアルバム100第45位[41]
- 1996年ゲイリー・グラフのエッセンシャルアルバムガイド収録アルバム[42]
- 1997年ガーディアンが選ぶオールタイムベストアルバム100第57位[43]
- 1997年チャンネル４が選ぶオールタイムベストアルバム100第19位[44]
- 1997年ローリングストーンが選ぶ重要なロックコレクション[45]
- 1997年ヴァージンメガストアが選ぶオールタイムベスト100第15位[46]
- 1998年ヴァージンが選ぶオールタイムベストアルバム１０００第１８位[47]
- 1998年Qマガジン読者が選ぶベストアルバム１００第２３位[48]
- 1998年スタジオ・ブリュッセル（ベルギー）の視聴者が選んだオールタイムベストアルバム第２０位[49]
- 1999年VH1が選ぶオールタイムベストアルバム１００第１５位[50]
- 2000年デイブ・トンンプソンが１０点満点を付けたアルバム５３[51]
- 2000年ヴァージンが選ぶオールタイムベストアルバム１０００第２５位[52]
- 2001年Qマガジンが選ぶ人生のアルバム５０第１２位[53]
- 2002年ローリングストーン読者が選ぶトップ１００アルバム第４位[54]
- 2002年スピンが選ぶオールタイムベストアルバム５０第１３位[55]
- 2002年BBCレディオ6が選ぶオールタイムベストアルバム第８位[56]
- 2003年Qマガジン読者が選ぶベストアルバム１００第１６位[57]
- 2003年ローリングストーンが選ぶアルバム５００第２６位[58]
- 2004年レコードコレクターが選ぶ最も価値のあるアルバム１００：１５００ポンド[59]
- 2004年Claus（アイルランド）が選ぶオールタイムベストアイリッシュアルバム第５位[60]
- 2005年チャンネル４が選ぶオールタイムベストアルバム１００（２００５）第２位[61]
- 2005年ホットプレスが選ぶオールタイムベストアイリッシュアルバム第１位
- 2005年「死ぬ前に聴いておくべきアルバム１００１」[62]
- 2006年NMEが選ぶオールタイムベストアルバム１００第１１位[63]
- 2006年Qマガジンが選ぶ８０年代ベストアルバム４０第１位[64]
- 2006年Qマガジンが選ぶ人生のアルバム２０第４位[65]
- 2006年Qマガジン読者が選ぶベストアルバム１００第１１位[66]
- 2006年BBCレディオ２が選ぶオールタイムベストアルバム第３位[67]
- 2006年クラシックロックマガジンが選ぶブリティッシュロックアルバム１００・１００位[68]
- 2007年Qマガジンが選ぶ音楽を変えた２１のアルバム第１５位（キートラックは I Still Haven’t Found What I’m Looking For ）[69]
- 2008年レコードコレクター年間リスト（２００８）：２０周年記念デラックス・エディション[70]
- 2008年トム・ムーンが選ぶ死ぬ前に聴いておくべきアルバム１０００[71]
- 2011年Qマガジンが選ぶ人生のアルバム２５０第６位[72]
- 2012年ローリングストーンが選ぶアルバム５００第２７位[73]
- 2013年ジョン・ミーガー（アイリッシュ・インディペンデント）が選ぶオールタイムベストアイリッシュアルバム第１５位
- 2013年NMEが選ぶオールタイムベストアルバム５００第４２４位[74]
- アイリッシュ・タイムズが選ぶオールタイムアイリッシュベストアルバム第１４位